# Peter Horst
Peter Heinz-Martin Friedrich Horst (* 26. September 1927 in Groß-Leistenau, Kreis Graudenz, Westpreußen; † 13. Juni 2008 in Kassel) war ein Pfarrer und Kirchenliedautor.

## Leben
Peter Horst studierte ab 1947 evangelische Theologie in Wuppertal, Göttingen und Marburg. 1953 legte er das Erste Theologische Examen ab. Nach seiner Vikariatszeit, während der er auch als Repetent an der Hessischen Stipendiatenanstalt tätig war, wurde er am 18. September 1955 in Kassel ordiniert. Am gleichen Ort wurde er daraufhin in der Freiheiter Gemeinde als Pfarrer beschäftigt; 1969 folgte der Wechsel die Gemeinde Altenbauna in Baunatal. Von 1976 bis 1992 war er Studienleiter für Konfirmandenunterricht am Pädagogisch-Theologischen Institut in Kassel und Mitarbeiter beim Deutschen Evangelischen Kirchentag.
Peter Horst ist Co-Textautor der Kirchenlieder Kind, du bist uns anvertraut (zusammen mit Friedrich Karl Barth und Gerhard Grenz; EG 582 Württ./576 Bay/Thür., MG 156, GL 458) und Selig seid ihr, wenn ihr einfach lebt (zusammen mit Friedrich Karl Barth, Musik Peter Janssens; EG 651 Württ./644 Bay/Thür., MG 469) und Komm, bau ein Haus (zusammen mit Friedrich Karl Barth und Hans-Jürgen Netz, Musik Peter Janssens; EG 640 Bay/Thür.), Jesus Brot, Jesus Wein (zusammen mit Karl Barth; MG 167) sowie des Musicals Uns allen blüht der Tod (zusammen mit Friedrich Karl Barth, Musik Peter Janssens).
Siehe auch: Liste der Kirchenliederdichter

## Diskographie
- Unkraut Leben (1977)
- Uns allen blüht der Tod (1979)
- Die Zeit ist reif (1981)
- Ich liebe das Leben (1981)
- Damit die Erde Heimat werde (1989)

## Schriften
- als Mitverfasser: Konfirmandenkurse in Baunatal. Burckhardthaus, Gelnhausen 1972, ISBN 3-7664-0031-2.
- mit Friedrich Karl Barth und Gerhard Grenz: Gottesdienst menschlich. Eine Agende. Gesamtausgabe. Peter Hammer Verlag, Wuppertal 1990, ISBN 3-87294-414-2.
- Als Noah aus der Arche stieg. Gütersloher Verlagshaus, Gütersloh 1994, ISBN 3-579-02384-5.